# Adenine phosphoribosyltransferase

Gen APRT được cấu thành bởi 5 exon (màu xanh lam). Các codon bắt đầu (ATG) và dừng (TGA) được chỉ định (đậm màu xanh). Dinucleotide CpG được nhấn mạnh trong màu đỏ. Chúng có nhiều ở khu vực thượng nguồn của gen nơi chúng tạo thành đảo CpG.

Adenine phosphoribosyltransferase (APRTase) là một enzyme được mã hóa bởi gen APRT, được tìm thấy ở người trên nhiễm sắc thể số 16. Nó là một phần của họ PRTase loại I và tham gia vào con đường trục vớt nucleotide, cung cấp một sự thay thế cho sinh tổng hợp nucleotide de novo ở người và hầu hết các động vật khác. Trong các động vật nguyên sinh ký sinh như giardia, APRTase cung cấp cơ chế duy nhất mà adenine có thể được sản xuất. Thiếu APRTase góp phần hình thành sỏi thận (sỏi tiết niệu) và suy thận tiềm ẩn.

## Chức năng
APRTase xúc tác phản ứng sau trong con đường trục vớt nucleotide purine:
Adenine + Phosphoribosyl Pyrophosphate (PRPP) → Adenylate (AMP) + Pyrophosphate (PPi)

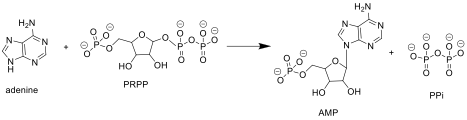
ARPTase xúc tác chuyển phosphoribosyl từ PRPP sang adenine, tạo thành AMP và giải phóng pyrophosphate (PPi).

Trong các sinh vật có thể tổng hợp purines de novo, con đường trục vớt nucleotide cung cấp một giải pháp thay thế hiệu quả hơn về mặt năng lượng. Nó có thể cứu vãn adenine từ con đường sinh tổng hợp polyamine hoặc từ các nguồn purin trong chế độ ăn uống. Mặc dù APRTase có chức năng dự phòng trong các sinh vật này, nhưng nó trở nên quan trọng hơn trong giai đoạn tăng trưởng nhanh, chẳng hạn như phát sinh phôi và phát triển khối u. Nó được biểu hiện cấu thành trong tất cả các mô động vật có vú.
Trong ký sinh trùng đơn bào, con đường trục vớt nucleotide cung cấp phương tiện duy nhất để tổng hợp nucleotide. Do hậu quả của việc thiếu APRTase ở người tương đối nhẹ và có thể điều trị được, nên có thể điều trị một số bệnh nhiễm ký sinh trùng bằng cách nhắm mục tiêu chức năng APRTase.
Ở thực vật, cũng như ở các sinh vật khác, ARPTase có chức năng chủ yếu để tổng hợp adenylate. Nó có khả năng độc đáo để chuyển hóa hoocmon thực vật cytokinin có thể tồn tại dưới dạng base, nucleotide hoặc nucleoside.
APRT có chức năng liên quan đến hypoxanthine-guanine phosphoribosyltransferase (HPRT).

## Cấu trúc
APRTase là một homodimer, với 179 dư lượng amino acid trên mỗi monome. Mỗi monome chứa các vùng sau:

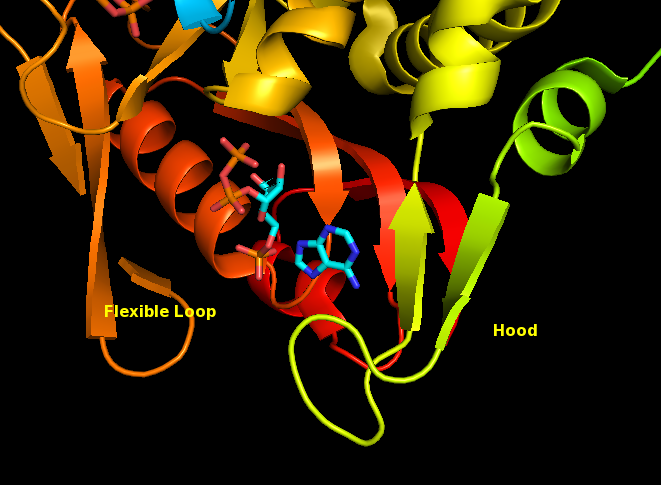
Mạng xúc tác của APRTase với chất phản ứng adenine và PRPP đã được giải quyết. Hood được cho là quan trọng đối với tính đặc hiệu của purine, trong khi vòng linh hoạt được cho là có chứa các phân tử trong vị trí hoạt động.

- Miền "lõi" (dư lượng 33-169) với năm bản β nằm song song
- Miền "nắp" (dư lượng 5-34) với 2 vòng xoắn α và 2 bản β
- Miền "vòng lặp linh hoạt" (dư lượng 95-113) với 2 bản β đối song nhau [8]

Lõi được bảo tồn nhờ PRTase. Nắp có chứa các mạng lưới liên kết adenine, có nhiều biến thể giữa các enzyme trong họ. Dư lượng số 13 dư chứa vùng liên kết PRPP và liên quan đến hai dư lượng axit liền kề và ít nhất một dư lượng có tính kỵ nước nằm xung quanh.

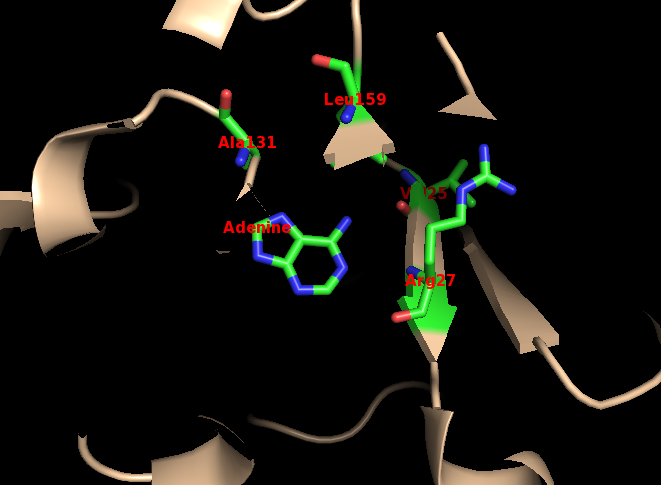
Dư lượng A131, L159, V25 và R27 rất quan trọng đối với tính đặc hiệu purine trong APRTase của người.

Tính đặc hiệu của enzyme đối với adenine liên quan đến dư lượng kỵ nước Ala131 và Leu159 trong miền lõi. Ở người, hai dư lượng trong miền liên kết hydro với purine có tính đặc hiệu hơn các dư lượng trong miền lõi, đó là Val25 với hydro trên N6 và Arg27 với N1. Mặc dù vòng lặp linh hoạt không tương tác với miền nắp trong quá trình nhận biết purine, vị trí của nó được cho là gần vị trí hoạt động và cô lập khỏi các phản ứng của dung môi.
Hầu hết các nghiên cứu về APRTase đều đưa ra kết luận rằng Mg 2+ rất cần thiết cho việc chuyển phosphoribosyl và ion được bảo tồn nhờ PRTase loại I. Tuy nhiên, một nỗ lực gần đây nhằm giải đáp cấu trúc APRTase của người lại không xác định được vị trí mạng lưới liên kết với Mg 2+, nhưng tìm thấy bằng chứng cho rằng có một ion Cl- gần Trp98. Mặc dù khó khăn trong việc xác định vị trí Mg 2+ nhưng cơ chế xúc tác phụ thuộc vào ion này lại được chấp nhận.

## Cơ chế
APRTase tiến hành thông qua cơ chế tuần tự bi-bi, liên quan đến việc hình thành một phức hợp ternary. Enzyme đầu tiên liên kết PRPP, sau đó là adenine. Sau khi biến đổi phosphoribosyl xảy ra, pyrophosphate tách ra trước, tiếp theo đó là AMP. Các nghiên cứu động học chỉ ra rằng biến đổi phosphoribosyl tương đối nhanh, trong khi bước tạo ra sản phẩm (đặc biệt là tạo ra AMP) là bước quyết định tốc độ phản ứng.
Trong APRTase của người, proton N9 của adenine được tách ra bởi Glam104 tạo thành trạng thái chuyển tiếp oxacarbenium. Trạng thái chuyển tiếp này đóng vai trò là tác nhân nucleophil tấn công carbon anomeric của PRPP, tạo thành AMP, thay thế pyrophosphate của PRPP. Cơ chế APRTase thường phù hợp với các PRTase khác, bảo tồn chức năng thay thế α-1-pyrophosphate của PRPP nhờ một nucleophile nitơ, phản ứng theo cơ chế SN1 hoặc SN2.

## Sự thiếu hụt
Khi APRTase giảm hoặc không hoạt động, adenine tích lũy từ các con đường chuyển hóa. Nó bị phân hủy bởi xanthine dehydrogenase thành 2,8-dihydroxyadenine (DHA). Mặc dù DHA liên kết với protein trong huyết tương, nhưng nó có độ hòa tan kém trong nước tiểu và dần dần kết tủa ở tiểu thể thận, hình thành nên sỏi thận (sỏi tiết niệu). Nếu không được điều trị có thể dẫn đến suy thận.
Thiếu ARPTase được chẩn đoán lần đầu tiên ở Anh vào năm 1976. Kể từ đó, hai loại thiếu hụt APRTase đã được xác định ở người.
Thiếu ARPTase type I dẫn đến mất hoàn toàn hoạt động của APRTase và có thể xảy ra ở những bệnh nhân chứa kiểu gen dị hợp hoặc đồng hợp do đột biến. Xác định trình tự tiết lộ nhiều đột biến khác nhau có thể giải thích cho sự thiếu ARPTase type I, bao gồm đột biến mất nghĩa, đột biến vô nghĩa, một bộ 4 cặp base trùng lặp trong exon 3, và chèn một thymine duy nhất vào intron 4. Những đột biến này gây ra các hiệu ứng được tập hợp thành ba khu vực chính: trong liên kết β-phosphate của PRPP, trong liên kết 5'-phosphate của PRPP và trong phân đoạn của vòng lặp linh hoạt gần vị trí hoạt động trong quá trình xúc tác. Thiếu ARPTase type I đã được quan sát thấy ở các nhóm dân tộc khác nhau nhưng chủ yếu được nghiên cứu trong các nhóm người da trắng.
Thiếu ARPTase type II làm cho APRTase giảm ái lực với PRPP, dẫn đến giá trị KM tăng gấp 10 lần. Nó đã được quan sát và nghiên cứu chủ yếu ở Nhật Bản.
Chẩn đoán thiếu APRTase có thể được thực hiện bằng cách phân tích sỏi thận, đo nồng độ DHA trong nước tiểu hoặc phân tích hoạt động của APRTase trong hồng cầu. Nó điều trị bằng liều thường xuyên của allopurinol hoặc febuxostat, ức chế hoạt động xanthine dehydrogenase để ngăn ngừa sự tích tụ và kết tủa của DHA. Tình trạng cũng có thể được giảm bớt với chế độ ăn ít purine và uống nhiều nước.